# نیکولای پاسلار
نیکولای پاسلار (به بلغاری: Николай Паслар؛ زادهٔ ۱۲ ژوئن ۱۹۸۰) کشتی‌گیر سابق اهل بلغارستان در دسته‌های ۶۹ و ۷۴ کیلوگرم کشتی آزاد است. پاسلار برندهٔ یک مدال طلا (۲۰۰۱) و یک مدال برنز (۲۰۰۵) از مسابقات قهرمانی کشتی جهان و نیز برندهٔ یک مدال طلا (۲۰۰۵) و سه مدال برنز (۲۰۰۰، ۲۰۰۱، ۲۰۰۲) از مسابقات قهرمانی کشتی اروپا است. پاسلار ملی‌پوش بلغارستان در مسابقات کشتی آزاد المپیک ۲۰۰۴ آتن بود که موفق به کسب مدال نشد. 